# 萨维尼亚尔格
萨维尼亚尔格（法語：Savignargues，法語發音：[saviɲaʁg]）是法国加尔省的一个市镇，属于勒维冈区。

## 地理
萨维尼亚尔格（43°57'44"N, 4°5'0"E）面积2.77 平方千米，位于法国奧克西塔尼大區加尔省，该省份为法国南部沿海省份，南端濒地中海，北起顺时针与阿尔代什省、沃克吕兹省、罗讷河口省、埃罗省、阿韦龙省和洛泽尔省接壤。
与萨维尼亚尔格接壤的市镇（或旧市镇、城区）包括：艾格勒蒙、卡诺勒和阿让蒂耶尔、圣让德塞尔、圣泰奥多里。

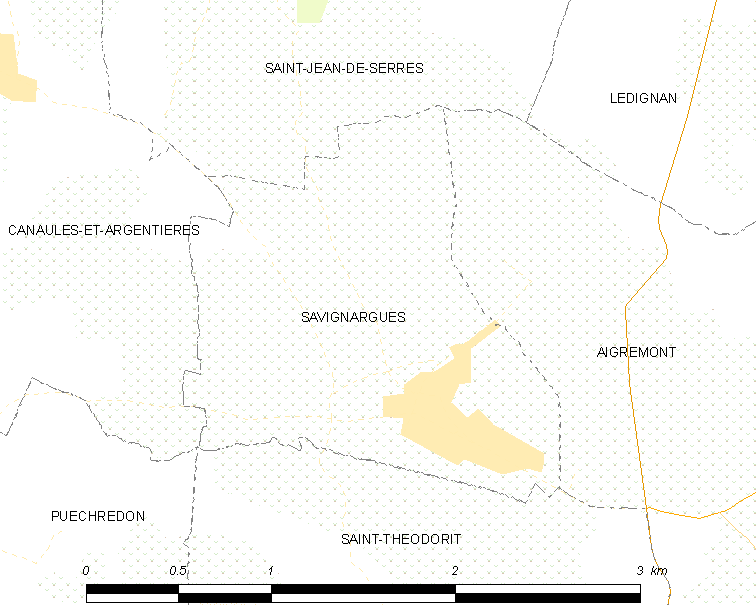
萨维尼亚尔格的OSM定位图

萨维尼亚尔格的时区为UTC+01:00、UTC+02:00（夏令时）。

## 行政
萨维尼亚尔格的邮政编码为30350，INSEE市镇编码为30314。

## 政治
萨维尼亚尔格所属的省级选区为基萨克县。

## 人口

1962-2008年间萨维尼亚尔格人口变化图示

萨维尼亚尔格于2022年1月1日时的人口数量为238人。